# حاسب طبری
ابوجعفر محمّد بن ایّوب، ریاضیدان و ستاره‌شناس ایرانی فارسی‌نویس نیمهٔ دوم سدهٔ ۵ قمری، اهل آمل طبرستان بود.
وی در نیمه دوم سده پنجم قمری بیشتر در آمل به کار رصد ستارگان و پژوهش علمی مشغول بوده و نتایج این ارصاد را در زیج مفرد خود گرد آورده‌است. در مورد فعّالیّت علمی او تاریخ‌هایی از قرن چهارم تا هفتم ذکر کرده‌اند. برای مثال، زوتر سال کتابت مفتاح المعاملات، یعنی ۶۳۲ق را به عنوان تاریخ تألیف آن ذکر کرده‌است. امّا قدیمی‌ترین یادنامه‌ای که از حاسب طبری نام برده، تتمّهٔ صوان الحکمة، تألیف ابوالحسن بیهقی در تاریخ ۵۶۵ قمری است. نخستین رصدخانه در حدود سال ۲۱۲ هـ. ق (۸۲۸ م) در بغداد بنا شد و دو اخترشناس برجسته به نام‌های فضل بن نوبخت اهوازی و محمد بن موسی خوارزمی بر آن ریاست داشتند؛ و بعضی‌ها اعتقاد دارند اولین رصدخانه را حاسب طبری آملی بنا کرده‌است.

## آثار
- شمارنامه: شامل یک دوره حساب نظری قدیم است که یک مقدمّهٔ کوتاه و سه فصل دارد.
- مفتاح المعاملات، کتابی است در حساب و هندسهٔ عملی برای عامّهٔ مردم که در کارهای دینی و دنیایی خود نیاز داشته‌اند.
- زیج مفرد، از این کتاب فقط یک نسخهٔ خطّی، شناخته شده‌است و اکنون در کتابخانهٔ دانشگاه کمبریج به شمارهٔ or.۰٫۱۰ محفوظ است.

برگه‌ای از نسخهٔ خطی زیج مفرد

- معرفة الاصطرلاب مشهور به شش فصل که ظاهراً کهن‌ترین کتاب فارسی در زمینهٔ اسطرلاب است. ابواب کتاب بیست باب خواجه نصیرالدین طوسی اشتراکات بسیاری با فصول کتاب معرفة الاصطرلابِ حاسب طبری دارد.
- کتاب العمل و الالقاب فی معرفة علم الاصطرلاب، این کتاب تحریر دیگری از شش فصل است. کتاب العمل و الالقاب بر اساس نسخهٔ خطی کتابخانهٔ دولتی باربوش برلین آلمان چاپ شده‌است
- تحفة الغرائب، کتابی است از مؤلّفی گمنام که نخستین بار، جلال متینی با ارایهٔ مستنداتی نشان داد مولّف آن حاسب طبری است.
- رسالهٔ استخراج اندر شناختن عمْر و هیلاج
- رساله در ضمیر و خبی، موضوع این رساله در شیوهٔ کشف آنچه به خاطر کسی می‌گذرد، یا آنچه که کسی در مشت یا جیب یا کیسه، پنهان کرده باشد، است.
- رساله در قواعدی چند در معرفت هر حرکت و قوسی و دایره یی و خطّی و نقطه یی که منجّمی در آن اعمال کند، نسخه‌ای از آن در کتابخانه ملی روسیه موجود است.
- رساله در مقدّمات اختیارات بر سیّارگان سبعه
- المونس فی نزهة اهل المجلس، رساله ایست در چهار مقاله، که نسخه‌ای از آن در کتابخانه رضا، رامپور موجود است.
- تحفة الملوک' در فهرست نسخه‌های خطی فارسی موزهٔ ملی پاکستان در کراچی، نسخه‌ای با عنوان تحفة الملوک از محمد بن حاسب الطیری، در ۸۶ باب معرفی شده، اما احمد منزوی، طیری را همان طبری دانسته‌است.